# خط پرست
خط پرست یک روستا در ایران است که در دهستان خورش رستم شمالی واقع شده‌است. خط پرست ۵۵ نفر جمعیت دارد.